# Rainy Day Women No. 12 & 35
Rainy Day Women #12 & 35 ist ein Rocksong von Bob Dylan und das Eröffnungsstück seines 1966 veröffentlichten und hochgelobten Studioalbums Blonde on Blonde. Der Song kam auch erfolgreich als Single heraus; er belegte Platz 2 der Billboard Hot 100.

## Entstehung und musikalischer Aufbau
Die Aufnahme des Songs fand statt bei der letzten Session für das Album Blonde on Blonde, am 10. März 1966 in Nashville. Außer Dylan waren die folgenden Musiker beteiligt: Charlie McCoy (Trompete), Wayne Butler (Posaune), Joe South (Gitarre), Al Kooper (Orgel),  Henry Strzelecki (Bass), Kenny Buttrey (Schlagzeug).
Rainy Day Women #12 & 35 war zur Zeit seines Erscheinens ein sehr kontrovers diskutierter Song. Viele Radiostationen boykottierten den Song 1966, da sie im Text eine Aufforderung zum Drogenkonsum sahen. Tatsächlich unterscheidet sich das Stück sehr von den anderen Dylan-Songs dieser Zeit. Das Arrangement scheint auf völliges Chaos hinzudeuten; so dominieren den ganzen Song über Bläser und im Hintergrund hört man Leute lachen und reden.
De facto ist Rainy Day Women (wie er oft abgekürzt wird) ein Bluessong in F. Die Akkordfolge ist typisch für Bluesstücke (F F B F C F) und sie bleibt in allen fünf Strophen. Selbiges gilt für die Bläser, die in jedem Chorus die gleichen Noten spielen. Anders dagegen Dylans Mundharmonika-Part, der variiert und manchmal nicht einmal in derselben Tonart spielt wie die restliche Band.

## Der Text
Über die Bedeutung des Textes ist viel spekuliert worden. Jeder Vers beginnt mit dem provokativen They’ll stone ya, worauf dann eine Situation folgt, manchmal etwas völlig Alltägliches oder gar Banales. Die folgenden Verse beenden jede Strophe und können als eine Art Refrain angesehen werden:
“But I would not feel so all alone
Everybody must get stoned”
Besonders der letzte Vers wird häufig als Aufforderung zum Drogenkonsum gedeutet. Es gibt eine rege Diskussion darüber, was mit stoned eigentlich gemeint ist. Tatsächlich der Drogenkonsum oder das Steinigen von Menschen aus sozialen Gründen?
Sicher ist, dass der Text viel Raum für Spekulationen lässt.
Als gesichert gilt, dass Dylan während der Aufnahmen im Drogenrausch von Cannabis war.

## Coverversionen
Viele Musiker haben Rainy Day Women #12 & 35 gecovert, darunter Tom Petty and the Heartbreakers, Lenny Kravitz und Sammy Hagar.